# Івангородська сільська рада (Олександрівський район)
| Івангородська сільська рада — колишній орган місцевого самоврядування у Олександрівському районі Кіровоградської області з адміністративним центром у с. Івангород. Сільській раді були підпорядковані населені пункти: - с. Івангород - с. Стримівка |

## Склад ради
Рада складалася з 12 депутатів та голови.

### Керівний склад ради
| ПІБ                              | Основні відомості                                                 | Дата обрання          | Дата звільнення |
| -------------------------------- | ----------------------------------------------------------------- | --------------------- | --------------- |
| Безкоровгайна Валентина Петрівна | Сільський голова, 1958 року народження, освіта, позапартійна      | 26.03.2006            | 31.10.2010      |
| Мельник Василь Іванович          | Сільський голова, 1955 року народження, освіта вища, безпартійний | 31.10.2010 17.11.2015 |                 |

Сільський голова, 1978 року народження, освіта вища, безпартійна
```
 align=center| 17.11.2015
```

Примітка: таблиця складена за даними джерела

## Населення
Згідно з переписом УРСР 1989 року чисельність наявного населення сільської ради становила 2487 осіб, з яких 978 чоловіків та 1509 жінок.
За переписом населення України 2001 року в сільській раді мешкало 1210 осіб.

### Мова
Розподіл населення за рідною мовою за даними перепису 2001 року:
| Мова       | Відсоток |
| ---------- | -------- |
| українська | 97,11 %  |
| російська  | 2,23 %   |
| молдовська | 0,50 %   |
| білоруська | 0,17 %   |